# Міністр оборони Нідерландів
Міністр оборони Нідерландів (нід. Minister van Defensie) — міністерська посада в уряді Нідерландів. Міністр оборони є членом кабінету Нідерландів і несе відповідальність за загальну політику оборони, а також за її реалізацію. Оборонна політика є частиною політики національної безпеки Нідерландів. З 26 жовтня 2017 року посаду міністра оборони займає Анк Бейлевелд. Згідно з відомостями «5th Round Evaluation Report on the Netherlands» щорічна заробітна плата міністра становить 159 488,89 євро (включаючи преміювання в кінці року та виплати на відпустку).

## Опис
Герріт Ян Пійман вважається першим міністром оборони ще з часів Батавской республіки. 6 лютого 1798 року він був призначений на посаду міністра війни (нід. agent (minister) van Oorlog), що була аналогом сучасної посади міністра оборони. Головне завдання міністра оборони полягає в координації та керівництві міністерства оборони Нідерландів. Повноваження міністра поширюється на сферу загальної оборонної політики країни, національного і міжнародного розгортання збройних сил Нідерландів, міжнародних відносин (НАТО, ЄС) і кіберзахисту. Решта функцій делегується наступним посадовим особам: генеральний секретар відповідає за громадянські обов'язки керівництва, а начальник оборони відповідає за підготовку і виконання операцій, що виконуються всіма службами збройних сил.

## Обов'язки та повноваження
- міністр оборони Нідерландів має повноваження ставити завдання перед Королівською військовою поліцією Нідерландів і координувати військові операції;
- керівництво міністерством оборони належить міністру оборони;
- міністр оборони має право вимагати від генерального інспектора Збройних Сил Нідерландів надавати запитувану інформацію або рекомендації, а також підготовку щорічного звіту, який міністр оборони зачитує перед Палатою представників[en] кожного року третьої середи травня;
- несе повну відповідальність за військову авіацію, при цьому Управління військової авіації (нід. De Militaire Luchtvaart Autoriteit) від імені міністра оборони реалізує на практиці норми закону «про авіацію» (нід. Wet luchtvaart);
- міністр оборони зобов'язаний бути постійним членом наступних організацій: Рада з міжнародних відносин (нід. Raad voor Internationale Betrekkingen), Рада служби розвідки та безпеки (нід. Raad voor de Inlichtingen- en Veiligheidsdiensten), Рада безпеки (нід. Raad voor de Veiligheid), Рада зі зв'язків з Королівством (нід. Raad voor Koninkrijksrelaties);
- бере участь у внутрішньоміністерських обговореннях;
- володіє політичною владою і здійснює її від імені уряду Нідерландів, оскільки Конституція країни передбачає, що уряд завжди буде мати вищу владу над збройними силами країни(ст. 97)[6];
- міністр оборони є юридичним постачальником медичних послуг для співробітників міністерства і всіх військовослужбовців (при цьому генеральний секретар міністерства є адміністративним постачальником медичних послуг);
- інформує комісію Служби розвідки та безпеки про прийняття рішення щодо присвоєння інформації статусу конфіденційної[7].